# Gynaecoserica tumba
Gynaecoserica tumba är en skalbaggsart som beskrevs av Ahrens 2004. Gynaecoserica tumba ingår i släktet Gynaecoserica och familjen Melolonthidae. Inga underarter finns listade i Catalogue of Life.